# Ludwigsturm (Ludwigshöhe)
Der Ludwigsturm ist ein 1882 errichteter 27,5 m hoher Aussichtsturm auf der 242,2 m ü. NHN hohen Ludwigshöhe im südhessischen Darmstadt-Bessungen. Er wurde nach Großherzog Ludwig I. von Hessen und bei Rhein benannt.

## Beschreibung
Der in Backstein-Mauerwerk ausgeführte runde Turm hat unten einen Durchmesser von 6 m und oben von 5 m. Er ist bis zu einer Höhe von ca. 5 m von der unteren Aussichtsplattform (Durchmesser 13 m) umgeben, die von neun gemauerten Pfeilern und sechs Metallstützen getragen wird. Innerhalb der zinnenförmigen Begrenzung der Plattform ist eine umlaufende ca. 1,1 m hohe Metallbrüstung angebracht.
Der Zugang zum Turm erfolgt nach Zahlung des Eintrittsgelds an der Ludwigsklause zunächst durch eine Gittertür über eine kurze geradläufige Betontreppe, die sich in 1,25 m Höhe in zwei Treppen mit jeweils 20 Stufen aufteilt, die an der Außenwand des Turms zur unteren 4,9 m hohen Plattform führen. Der Raum im Turm unterhalb der Plattform ist durch eine der Gittertür gegenüber liegenden Tür verschlossen. Über dieser befindet sich auf der Plattform der Eingang zum Turm, der mit verziertem Sandstein eingefasst ist und oben folgende Gedenkinschrift zum Bau des Turms trägt:

„Ludwigs Thurm
erbaut 1882.
Hoch rag’ der Thurm ob Berg und Wald
Und werd’ viel hundert Jahre alt!
Dem Fürsten und der Stadt zu Ehr’
Zur Freud’ des Volkes rings umher!
So lang die Stürme ihn umweh’n
Mög er auf Glück und Frieden sehen!“

Neben einem in der Turmmitte im Boden eingelassenen Trigonometrischen Punkt beginnt eine Sandstein-Wendeltreppe mit 99 Stufen, die an einer Betonplatte in 23,7 m Höhe endet, von der eine geradläufige 13-stufige Metalltreppe zur oberen Aussichtsplattform in 26,2 m Höhe führt. Die Austrittsöffnung, neben der ein weiterer Vermessungspunkt im Boden eingelassen ist, kann mit einer Stahlklappe verschlossen werden.
Auf der oberen Aussichtsplattform ist ein Fahnenmast angebracht, der ca. 5 m über die Turmbrüstung aufragt. Von hier bietet sich ein sehr guter Rundumblick, der Dank eines fest installierten Fernrohrs noch verbessert wird.
Über dem Eingang zum Turm befindet sich in 14,3 m Höhe ein kleiner, außen am Turm angebrachter Balkon, dessen Zugangstür jedoch verschlossen ist. In Höhe der Brüstung des Balkons ist am Ludwigsturm ein mit Rautenmustern versehenes, ca. 1 m breites Zierband angebracht. Zum Verlassen des Turms muss eine Klingel innerhalb der Eingangs-Gittertür betätigt werden, worauf der Wirt der Ludwigsklause einen elektrischen Türöffner betätigt.

## Sanierung
Aufgrund von Schäden am Ludwigsturm und Teilen der ihn umgebenden Terrasse wurden von der Stadt Darmstadt notwendige Sanierungsmaßnahmen beschlossen, die im Herbst 2020 begonnen haben. Nach ursprünglicher Planung sollte die Terrasse bis voraussichtlich Frühjahr 2021 und der Turm bis etwa Herbst 2021 gesperrt und nicht zugänglich sein. Zum Tag des offenen Denkmals 2023 wurde bekanntgegeben, dass die Sanierung kürzlich abgeschlossen wurde, eine Besteigung des Turmes jedoch noch nicht möglich sei.

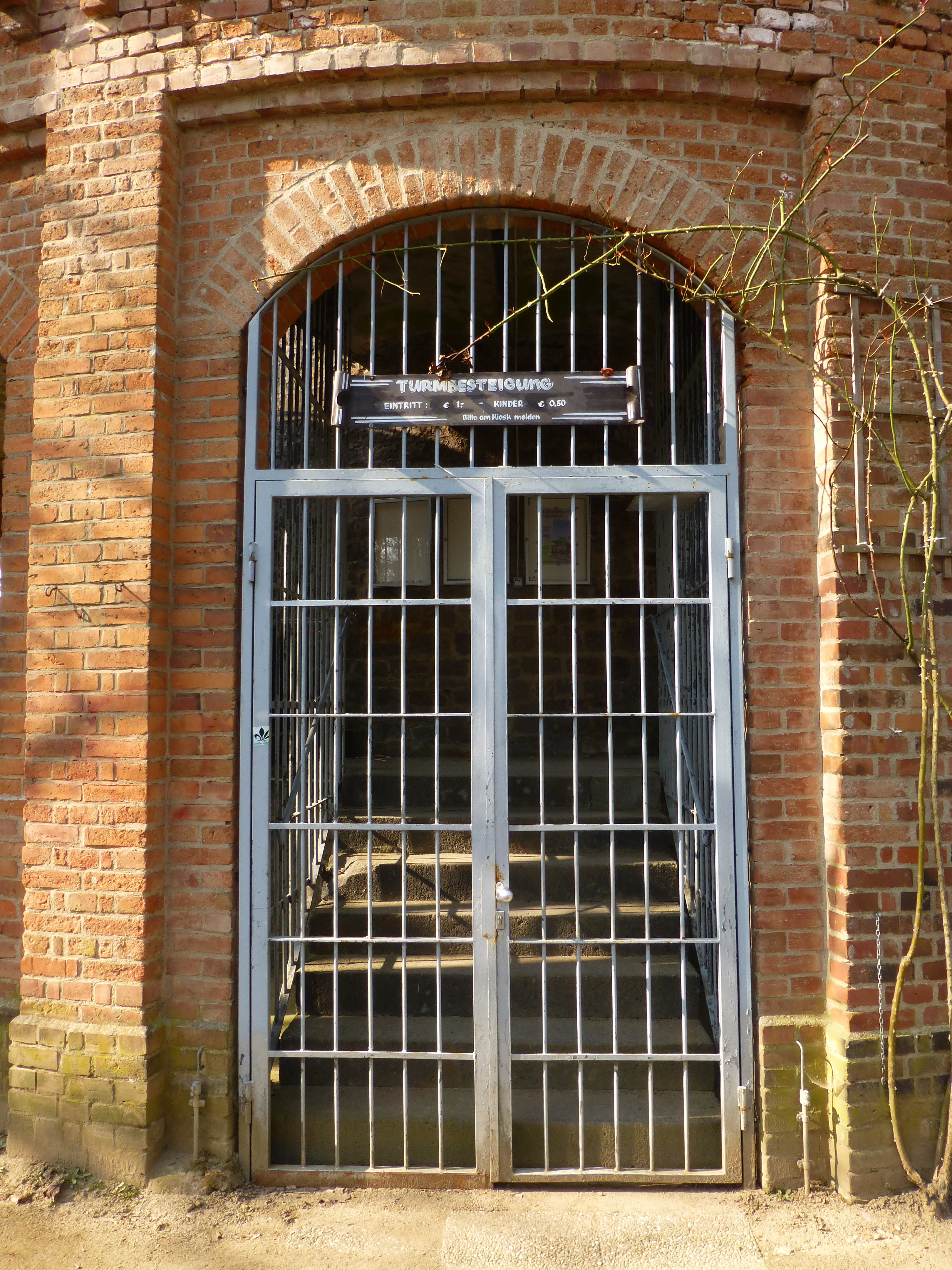
Die Eingangs-Gittertür am Ludwigsturm
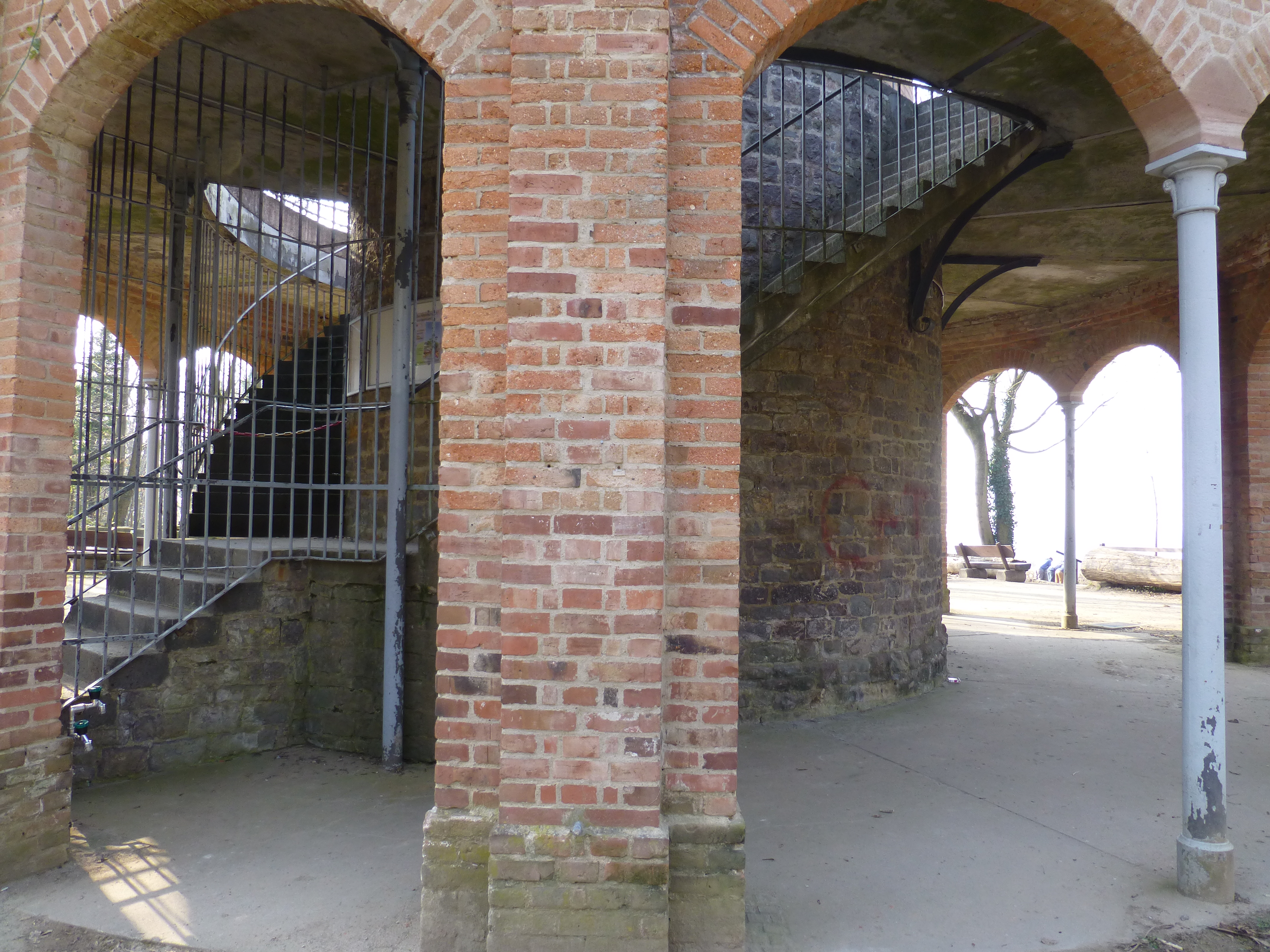
Stützpfeiler und Treppenaufgang zur unteren Plattform
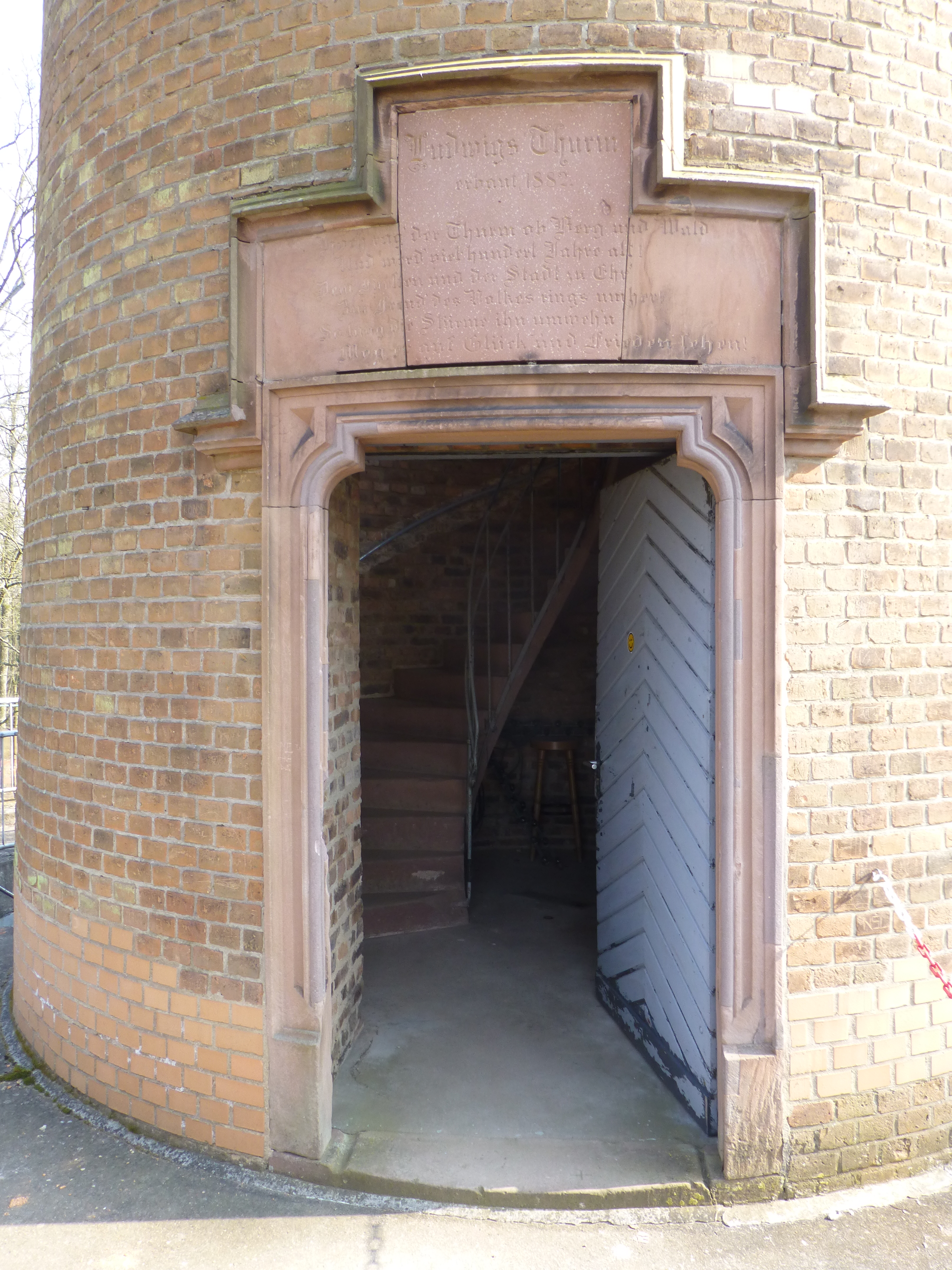
Eingang zum Turm auf der unteren Plattform